# NGC 642
NGC 642 ist eine Balken-Spiralgalaxie vom Hubble-Typ SBc im Sternbild Sculptor am Südsternhimmel. Sie ist schätzungsweise 261 Millionen Lichtjahre von der Milchstraße entfernt und hat einen Durchmesser von etwa 155.000 Lichtjahren. Vermutlich bildet sie gemeinsam mit NGC 639 ein gravitativ gebundenes Galaxienpaar.
Das Objekt wurde am 27. September 1834 von dem britischen Astronomen John Herschel entdeckt.